# Nothobranchius rubripinnis
Nothobranchius rubripinnis là một loài cá thuộc họ Aplocheilidae. Nó là loài đặc hữu của Tanzania. Các môi trường sống tự nhiên của chúng là sông và đầm lầy.